# Du Quoin
Du Quoin es una ciudad ubicada en el condado de Perry en el estado estadounidense de Illinois. En el Censo de 2010 tenía una población de 6109 habitantes y una densidad poblacional de 334,09 personas por km².
DuQuoin State Fairgrounds, el predio ferial del poblado, ha albergado carreras de automóviles Indy y stock cars desde 1946.

## Geografía
Du Quoin se encuentra ubicada en las coordenadas 38°0′6″N 89°13′58″O / 38.00167, -89.23278. Según la Oficina del Censo de los Estados Unidos, Du Quoin tiene una superficie total de 18.29 km², de la cual 18.08 km² corresponden a tierra firme y (1.15%) 0.21 km² es agua.

## Demografía
Según el censo de 2010, había 6109 personas residiendo en Du Quoin. La densidad de población era de 334,09 hab./km². De los 6109 habitantes, Du Quoin estaba compuesto por el 90.31% blancos, el 5.93% eran afroamericanos, el 0.21% eran amerindios, el 0.56% eran asiáticos, el 0.08% eran isleños del Pacífico, el 0.31% eran de otras razas y el 2.6% pertenecían a dos o más razas. Del total de la población el 1.85% eran hispanos o latinos de cualquier raza.